# Thomas Boleyn
Thomas Boleyn (Hever, 1477 körül – 1539. március 12.) angol nemesember, Boleyn Anna angol királyné apja.

## Élete
Az angol korona által megbízott párizsi nagykövet, aki közvetítői szerepet játszott VIII. Henrik angol király és I. Ferenc francia király között, amikor azok szövetségre kívántak lépni egymással. Ősei kereskedők voltak, nem igazi nemesek, azonban a családtagok olyan előnyös házasságokat kötöttek gazdag és rangos férfiakkal és nőkkel, hogy elég volt egy-két generáció ahhoz, hogy nagyobb befolyásra és vagyonra tegyenek szert, mivel mindegyikük alapvetően rendkívül ambiciózus és feltörekvő egyéniség volt. Thomas a felmenőihez hasonlóan, érdekházasságok és egyéb szerelmi viszonyok révén szándékozott még nagyobb gazdagságot elérni, ő maga például feleségül vette Elizabeth Howardot, Norfolk hercegének leányát.
Három gyermekük született:
- George Boleyn
- Mary Boleyn
- Boleyn Anna

Fiát VIII. Henrik egyik rokonával házasította össze, Mary a király ágyasa lett, Anna pedig olyannyira a bűvkörébe vonta VIII. Henriket, hogy a király elvált előző feleségétől és nőül vette a lányt, aki így Anglia királynéja lett. Az uralkodó sok éven keresztül képtelen volt fiút nemzeni első feleségének, Aragóniai Katalinnak, így addigra még égetőbbé vált számára az, hogy újdonsült neje trónörököst adjon neki, azonban csak egyetlen lányuk született, a későbbi I. Erzsébet angol királynő. A király megelégelte a sorozatos vetéléseket, ezért koholt vádak (házasságtörés és vérfertőzés) alapján Annát halálra ítélték és lefejezték. (Anna bátyját, George-ot is kivégezték, azzal a hamis váddal, hogy Anna viszonyt folytatott vele.)
Anna és George kivégzése után a család tekintélye és befolyása az udvarnál semmivé lett, s kegyvesztettek lettek. Rövid időre visszatérni látszott a szerencséjük, amikor a szintén a családhoz tartozó Catherine Howard lett Henrik ötödik felesége, ám házasságtörésért ezt a királynét is kivégezték.
Thomas elvesztette az ép elméjét és Anna halála után két évvel ő is meghalt, s már nem láthatta, amikor unokáját, Erzsébet hercegnőt 1559-ben királynővé koronázták.